# Петик, Валентин
Валентин Петик (рум. Valentin Petic; 18 декабря 1999, Милешть, Ниспоренский район, Молдавия) — молдавский борец греко-римского стиля.

## Спортивная карьера
В середине мая 2014 года в болгаском городе Самоков выиграл бронзовую награду Первенства Европы среди кадетов. В сентябре 2016 года в Тбилиси, победив в решающей схватке иранца Мохаммада Резу Мохтари, стал победителем Первенства мира среди кадетов. В начале ноября 2019 года в Будапеште, победив в схватке за 3 место японца Нао Кусаку, стал обладателем бронзовой медали на Первенстве мира среди борцов до 23 лет. 22 апреля 2023 года на чемпионате Европы в Загребе в 1/8 финала уступил Шанту Хачатряну из Армении на туше и покинул турнир, заняв 13 место. 13 февраля 2024 года в Бухаресте на чемпионате Европы в 1/16 финала победил Максима Негоду из Белоруссии, а в 1/8 финала уступил Гагику Снджояну из Франции, заняв итоговое 11 место. 10 мая 2024 года в Стамбуле на Всемирном квалификационном турнире, взяв верх в решающей схватке против Этьена Кинзингер из Германии завоевал лицензию на Олимпийские игры в Париж.

## Личная жизнь
Брат-близнец: Михай, также борец, член сборной Молдавии, участник чемпионата мира.